# Tetrapodales Zinkoxid
|  | Dieser Artikel wurde auf der Qualitätssicherungsseite der Redaktion Chemie eingetragen. Dies geschieht, um die Qualität der Artikel aus dem Themengebiet Chemie formal und inhaltlich auf ein in der Wikipedia gewünschtes Niveau zu bringen. Wir sind dankbar für deine Mithilfe, bitte beteilige dich an der Diskussion (neuer Eintrag) oder überarbeite den Artikel entsprechend. |

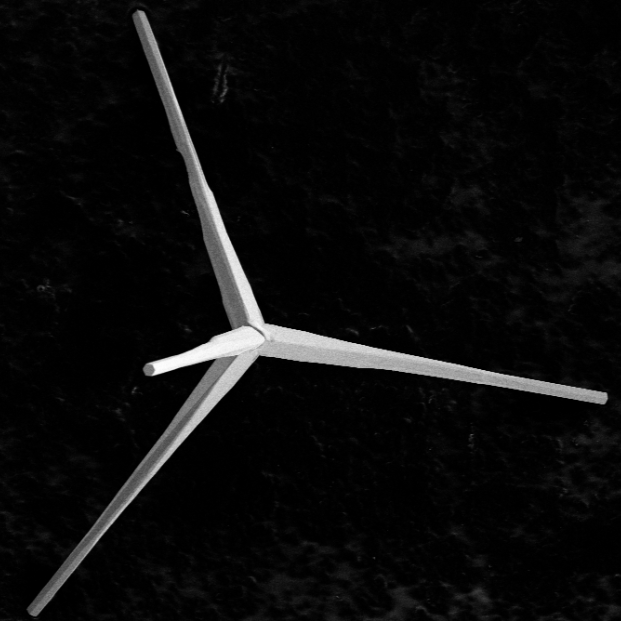
Rasterelektronenmikroskopische Aufnahme eines einzelnen tetrapodalen Zinkoxidpartikels (t-ZnO), hergestellt mittels Flammensynthese unter Zugabe von Polyvinylbutyral (PVB). Die charakteristisch konische Armmorphologie ist deutlich erkennbar.

Tetrapodales Zinkoxid (abgekürzt t-ZnO) ist eine spezielle Form von Zinkoxid mit einer charakteristischen Tetrapodenmorphologie. Dabei handelt es sich um kristalline Mikro- oder Nanostrukturen mit einem zentralen Kern und vier in tetraedrischer Anordnung ausgerichteten Armen. Je nach Syntheseverfahren variieren die Größen der Strukturen von wenigen Hundert Nanometern bis zu mehreren Dutzend Mikrometern oder sogar über 100 Mikrometern. Aufgrund seiner besonderen physikalischen und chemischen Eigenschaften findet t-ZnO vielfältige Anwendungen, unter anderem in antibakteriellen und antiviralen Materialien, in der Sensorik, der Photokatalyse sowie in biomedizinischen Anwendungen.

## Struktur und Morphologie
Tetrapodales Zinkoxid (t-ZnO) besteht aus einem zentralen Kern, von dem vier kristalline Arme in tetraedrischer Anordnung ausgehen. Die Arme kristallisieren typischerweise in der hexagonalen Wurtzit-Struktur. An den Übergangsbereichen zwischen Kern und Armen können strukturelle Defekte und Zwillingsgrenzen auftreten, die die elektronischen und optischen Eigenschaften der Partikel beeinflussen.
Die morphologischen Details der Arme variieren stark in Abhängigkeit vom verwendeten Syntheseverfahren. Bei der chemischen Gasphasenabscheidung (CVD) zeigen die Arme typischerweise einen annähernd hexagonalen Querschnitt und eine relativ konstante Breite. In Flammensynthese-Verfahren (FTS) hingegen laufen die Arme meist konisch zu, wobei ihre Breite über die Länge hinweg deutlich abnimmt. In bestimmten FTS-Varianten ohne polymerische Zusätze können die Armenden sogar spitz auslaufen.
Je nach Syntheseverfahren variieren auch die Dimensionen der Tetrapoden erheblich. Sie reichen von wenigen Hundert Nanometern bis hin zu mehreren Dutzend Mikrometern oder sogar über 100 Mikrometer. Diese vielfältigen Morphologien und Größenordnungen ermöglichen es, die Oberflächeneigenschaften und damit die Anwendungsoptionen von t-ZnO gezielt zu steuern.

### Syntheseverfahren
Für die Synthetisierung von tetrapodalem Zinkoxid sind die folgenden Verfahren etabliert:
- Flammensynthese (Flame Transport Synthesis, FTS)

Die Flammensynthese ist eine einfache und skalierbare Methode zur Herstellung von tetrapodalem Zinkoxid. Dabei wird Zinkpulver bei Temperaturen zwischen 900 und 1100 °C thermisch umgesetzt. In einer häufig verwendeten Variante der FTS wird zusätzlich ein polymeres Opfermaterial wie Polyvinylbutyral (PVB) eingesetzt, das beim Erhitzen vollständig verbrennt. Die dabei entstehende Flamme schafft sauerstoffarme Bedingungen und sorgt durch die entstehenden Verbrennungsgase für eine räumliche Trennung der Keimbildungspunkte. Dies ermöglicht eine gezielte Steuerung der Morphologie und der Oberflächeneigenschaften der entstehenden Tetrapoden. In Varianten ohne PVB laufen die Arme der Tetrapoden hingegen häufig spitzer zu. Neben Tetrapoden können bei der FTS auch verwandte Mikro- und Nanostrukturen wie Nanostäbchen oder seeigelartige Formen entstehen. Das Verfahren eignet sich besonders zur Herstellung großer Mengen von t-ZnO in freistehender Pulverform.
- Hydrothermale Synthese

Die hydrothermale Synthese nutzt wässrige Lösungen unter erhöhtem Druck und moderaten Temperaturen (120–200 °C), um gezielt tetrapodale Strukturen zu erzeugen. Durch Variation von Reaktionsparametern, wie pH-Wert, Precursor-Konzentration und Temperatur, lässt sich die Morphologie der resultierenden Tetrapoden steuern.
- Chemische Gasphasenabscheidung (Chemical Vapor Deposition, CVD)

Das CVD-Verfahren ermöglicht die Herstellung hochreiner Tetrapoden mit definierter Kristallstruktur und kontrollierten optischen Eigenschaften.
Die Tetrapoden werden bei diesem Verfahren schichtweise aus der Gasphase aufgebaut. Dabei wachsen sie aus nanoskaligen Primärpartikeln mit Durchmessern im Bereich von wenigen Nanometern allmählich zu vollständigen, makroskopisch sichtbaren Tetrapoden heran.
- Weitere Verfahren

Weitere Ansätze zur Synthese tetrapodaler Zinkoxidstrukturen umfassen solvothermale Verfahren, Laserablation sowie Kombinationen von Top-down- und Bottom-up-Techniken.

### Morphologische Varianten
Neben der idealisierten Tetrapodenform mit symmetrisch angeordneten Armen wurden auch Varianten mit asymmetrischer Armverteilung sowie Strukturen mit verästelten oder unvollständig ausgebildeten Armen beschrieben. Solche Varianten können gezielt für spezielle Anwendungen, etwa in der Sensorik oder in photonischen Materialien, genutzt werden.

## Physikalische und chemische Eigenschaften
Tetrapodales Zinkoxid (t-ZnO) weist aufgrund seiner speziellen Morphologie und Kristallstruktur eine Reihe von physikalischen und chemischen Eigenschaften auf, die es von anderen Zinkoxidstrukturen unterscheiden. Insbesondere die verhältnismäßig große Oberfläche der Tetrapodenarme, die variablen Sauerstofffehlstellen sowie die Fähigkeit zur Erzeugung reaktiver Sauerstoffspezies (ROS) tragen wesentlich zu den vielfältigen Anwendungsmöglichkeiten von t-ZnO bei.

### ROS-Generierung und Photokatalytische Aktivität
Tetrapodales Zinkoxid (t-ZnO) erzeugt aufgrund seiner speziellen Oberflächenstruktur und der vorhandenen Sauerstoffleerstellen kontinuierlich reaktive Sauerstoffspezies (ROS), selbst ohne externe Bestrahlung. Unter geeigneter Bestrahlung, insbesondere im UV-Bereich, wird die ROS-Generierung jedoch deutlich verstärkt, da dabei zusätzliche Elektronen-Loch-Paare im Zinkoxid angeregt werden. Zu den dabei gebildeten ROS zählen insbesondere Hydroxylradikale (•OH), Superoxidradikale (O₂⁻•) und Wasserstoffperoxid (H₂O₂), die wesentlich zu den antibakteriellen und antiviralen Wirkmechanismen von t-ZnO beitragen.

### Sauerstofffehlstellen und Oberflächenladung
Die Oberfläche von tetrapodalem Zinkoxid (t-ZnO) weist in hohem Maße Sauerstoffleerstellen auf. Diese Defekte spielen eine entscheidende Rolle für viele physikalische und chemische Eigenschaften des Materials. Sie tragen wesentlich zur Basiserzeugung reaktiver Sauerstoffspezies (ROS) bei und ermöglichen auch ohne externe Bestrahlung eine gewisse Grundaktivität. Darüber hinaus beeinflussen Sauerstoffleerstellen die elektronische Struktur und die Oberflächenladung der Tetrapoden. Letztere ist entscheidend für die Wechselwirkungen mit biologischen Membranen und für die Adsorption von Molekülen.
Die hohe spezifische Oberfläche der Tetrapodenarme führt dazu, dass eine große Anzahl von aktiven Oberflächenstellen zur Verfügung steht. Die resultierende Oberflächenladung ist abhängig vom pH-Wert der Umgebung und kann gezielt gesteuert werden, um bestimmte Anwendungen wie Sensorik oder Wirkstofffreisetzung zu optimieren.

### Mechanische und optische Eigenschaften
Tetrapodales Zinkoxid (t-ZnO) zeichnet sich durch eine hohe mechanische Stabilität aus. Die verzweigte Struktur der Tetrapoden führt zu einer guten Verteilbarkeit in Verbundmaterialien und verleiht diesen eine erhöhte mechanische Festigkeit. In polymerbasierten Systemen verbessert die Einbindung von t-ZnO die Belastbarkeit und Haltbarkeit der Matrix.
Optisch weist t-ZnO typische Eigenschaften von Zinkoxid-Halbleitermaterialien auf. Dazu gehören eine hohe UV-Absorption im Bereich von 375–380 nm sowie eine sichtbare Eigenlumineszenz, die durch Defektzustände und Sauerstoffleerstellen verursacht wird. Diese optischen Eigenschaften werden unter anderem in optoelektronischen Anwendungen und in der Sensorik genutzt.

## Biologische Eigenschaften
Tetrapodales Zinkoxid (t-ZnO) wird aufgrund seiner besonderen physikalisch-chemischen Eigenschaften intensiv auf seine biologischen Wirkungen untersucht. Im Vordergrund stehen dabei die antibakterielle und antivirale Wirkung, die Biokompatibilität sowie die Eignung für Anwendungen in der Wundheilung.

### Antibakterielle Eigenschaften
Die antibakterielle Wirkung von tetrapodalem Zinkoxid (t-ZnO) beruht auf mehreren zusammenwirkenden Mechanismen. Zahlreiche Studien belegen eine antibakterielle Aktivität von t-ZnO gegenüber einer Vielzahl von gramnegativen und grampositiven Bakterien.
Durch elektrostatische Wechselwirkungen zwischen der positiv geladenen Oberfläche von t-ZnO und den negativ geladenen Zellmembran der Bakterien wird eine enge Anlagerung der Mikroorganismen an den Tetrapodenarmen gefördert.
Im direkten Kontakt mit der Tetrapodenoberfläche kommt es zu mechanischen Schädigungen der bakteriellen Zellmembranen, die durch die nadelartige Morphologie der Arme begünstigt werden.
Zusätzlich werden reaktive Sauerstoffspezies (ROS) erzeugt sowie Zinkionen (Zn²⁺) freigesetzt. Durch die zuvor etablierte enge Anlagerung können diese Wirkmechanismen direkt an der Zelloberfläche wirken, wodurch oxidative Schädigung und Störung zentraler Stoffwechselprozesse effizient verstärkt werden.

### Antivirale Eigenschaften
Tetrapodales Zinkoxid (t-ZnO) entfaltet seine antivirale Wirkung über mehrere sich ergänzende Mechanismen. Zahlreiche Studien belegen eine antivirale Aktivität von t-ZnO gegenüber unterschiedlichen Virustypen, darunter sowohl behüllte als auch unbehüllte Viren.
Die positiv geladene Oberfläche von t-ZnO fördert eine elektrostatische Anlagerung der Viruspartikel an die Tetrapodenarme. Im engen Kontakt können die nadelartig ausgeformten Arme mechanisch auf die Viruspartikel einwirken. Bei behüllten Viren führt dies zur Destabilisierung und Zerstörung der Lipidmembran.
Zusätzlich werden reaktive Sauerstoffspezies (ROS) erzeugt, die virale Proteine, RNA und DNA angreifen und die Infektiosität der Viren vermindern. Parallel dazu werden Zinkionen (Zn²⁺) freigesetzt, die virale Enzyme hemmen und die Replikation der Viren beeinträchtigen.

### Biokompatibilität
Mehrere Studien haben gezeigt, dass tetrapodales Zinkoxid (t-ZnO) eine gute Biokompatibilität im Vergleich zu anderen mikro- und nanostrukturierten Zinkoxidmaterialien aufweist. In-vitro-Studien zeigen, dass t-ZnO bei moderaten Konzentrationen kaum zytotoxische Effekte auf humane Zelllinien verursacht.
Die besondere Morphologie von t-ZnO trägt dazu bei, dass die Partikel überwiegend an der Zelloberfläche verbleiben und kaum in Zellen aufgenommen werden. Dies reduziert potenzielle zelluläre Schädigungen im Vergleich zu kleineren, sphärischen Zinkoxidpartikeln.
In biomedizinischen Anwendungen, etwa in Wundauflagen oder bioaktiven Hydrogelen, konnte die hohe Biokompatibilität von t-ZnO bestätigt werden. Gleichzeitig bleibt die antimikrobielle Wirksamkeit erhalten, was t-ZnO als Material für kombinierte antimikrobielle und gewebefreundliche Anwendungen besonders attraktiv macht.

## Anwendungen

### Medizinische Anwendungen
t-ZnO wird in bioaktiven Wundauflagen und Hydrogelen eingesetzt, um die Wundheilung zu fördern und bakterielle Infektionen zu verhindern. Zudem wird es als antimikrobielle Komponente in medizinischen Beschichtungen erprobt.

### Hygienische und antimikrobielle Materialien
In hygienischen Anwendungen kommt t-ZnO unter anderem in Oberflächenbeschichtungen für Textilien und Kunststoffe zum Einsatz. Auch für die Luft- und Wasseraufbereitung wird es aufgrund seiner keimreduzierenden Eigenschaften untersucht.

### Sensorik und optoelektronische Anwendungen
Die besondere Morphologie von t-ZnO wird für die Entwicklung von Gassensoren und UV-Sensoren genutzt.

### Photokatalytische Anwendungen
t-ZnO findet Anwendung im Abbau organischer Schadstoffe und in selbstreinigenden Oberflächen.

### Weitere Anwendungen in der Forschung
In experimentellen Ansätzen wird t-ZnO unter anderem als immunprotektives Material, beispielsweise bei intravaginalen Anwendungen, untersucht.

## Produktion
Tetrapodales Zinkoxid (t‑ZnO) wird bislang überwiegend im Labormaßstab oder für spezialisierte Anwendungen produziert.  Die deutsche Phi‑Stone AG ist derzeit das einzige bekannte Unternehmen, das t‑ZnO in größerem Maßstab unter Einhaltung der Richtlinien der Guten Herstellungspraxis (GMP) kommerziell herstellt. Eine industrielle Massenproduktion wie bei herkömmlichem Zinkoxid existiert bislang nicht.

## Forschung und Studien
Tetrapodales Zinkoxid (t‑ZnO) ist Gegenstand intensiver aktueller Forschung. Insgesamt wurden in den letzten 15 Jahren mehr als 50.000 wissenschaftliche Arbeiten zu Zinkoxid und seinen Anwendungen veröffentlicht. Innerhalb dieses breiten Forschungsfeldes befassen sich zahlreiche Studien speziell mit der Optimierung der Morphologie und Defektstruktur von t‑ZnO zur Steuerung photokatalytischer und antimikrobieller Eigenschaften. Weitere Forschungsschwerpunkte liegen in der Entwicklung biomedizinischer Anwendungen wie bioaktiver Wundauflagen sowie in der Untersuchung antiviraler Wirkmechanismen.